# Grzegorz Leszczyński (duchowny)
Grzegorz Leszczyński (ur. 4 grudnia 1966 w Zgierzu) – polski duchowny rzymskokatolicki archidiecezji łódzkiej, prawnik, kanonista, profesor nauk prawnych, nauczyciel akademicki, filozof, poeta, muzyk, wokalista, trębacz, pianista.

## Życiorys
Pochodzi z parafii Narodzenia Najświętszej Maryi Panny w Konstantynowie Łódzkim. Ukończył diecezjalne Wyższe Seminarium Duchowne w Łodzi (WSD w Łodzi). Pracę magisterską z teologii obronił 18 marca 1991 na Akademii Teologii Katolickiej w Warszawie. Święcenia kapłańskie przyjął 25 maja 1991 roku w Łodzi, po czym został wikariuszem parafii Najświętszej Maryi Panny Królowej Polski we Włodzimierzowie (w dekanacie sulejowskim). Następnie został skierowany do Rzymu na studia prawnicze. 24 lutego 1997 uzyskał stopień doktora obojga praw (łac. Iuris Utriusque Doctor), tj. prawa cywilnego i kanonicznego na Papieskim Uniwersytecie Laterańskim.

## Działalność akademicka
Po powrocie do kraju został wykładowcą prawa kanonicznego na trzech uczelniach: WSD w Łodzi, Uniwersytecie Łódzkim i UKSW w Warszawie. 26 października 2004 uzyskał na Wydziale Prawa Kanonicznego UKSW stopień naukowy doktora habilitowanego nauk prawnych w zakresie prawa kanonicznego. 1 lutego 2006 został profesorem tej uczelni, zaś 30 grudnia 2009 roku otrzymał tytuł naukowy profesora (nominację profesorską odebrał 5 lutego 2010 z rąk prezydenta Lecha Kaczyńskiego).
Jest kierownikiem Katedry Kościelnej Procedury Administracyjnej Wydziału Prawa Kanonicznego UKSW oraz kierownikiem Zakładu Prawa Kanonicznego Wydziału Prawa i Administracji UŁ.
Został członkiem Centralnej Komisji do Spraw Stopni i Tytułów.

## Działalność kościelna
W łódzkiej kurii jest członkiem Rady Kapłańskiej i Kolegium Konsultorów oraz wikariuszem sądowym Trybunału Metropolitalnego Łódzkiego. Natomiast do 2008 tj. do czasu zamknięcia procedury na poziomie diecezjalnym, przewodniczył komisji ds. procesu beatyfikacyjnego sługi Bożego Anzelma Gądka.
25 września 2005 został kanonikiem honorowym Archikatedralnej Kapituły Łódzkiej.

## Wybrane publikacje
- Exclusio boni fidei jako symulacja zgody małżeńskiej (kan. 1101 § 2 KPK), Łódź: Archidiecezjalne Wydawnictwo Łódzkie, 2004.
- Kościelna procedura administracyjna w kodeksie prawa kanonicznego Jana Pawła II, Warszawa: Wydawnictwo Uniwersytetu Kardynała Stefana Wyszyńskiego, 2008.
- Osoba ochrzczona niewierząca a sakrament małżeństwa, Łodź: Archidiecezjalne Wydawnictwo Łódzkie, 2004.
- Psychoza maniakalno-depresyjna jako przyczyna niezdolności konsensualnej do zawarcia małżeństwa, Łódź: Archidiecezjalne Wydawnictwo Łódzkie, 2009.